# 二十七面體
在幾何學中，二十七面體是指有27個面的多面體，在實數空間中沒有任何二十七面體是正多面體，但在其他空間中存在有由27個全等面組成的正多面體，例如在複數空間中，黑塞二十七面體是由27個全等的莫比烏斯－坎特八邊形組成的正多面體。雖然實歐幾里得空間中沒有正二十七面體，但仍存在許多由正多邊形組成的二十七面體，例如正五角罩帳柱、同相五角台塔丸塔和異相五角台塔丸塔。此外要構成二十七面體至少要有16個頂點。

## 正二十七面體

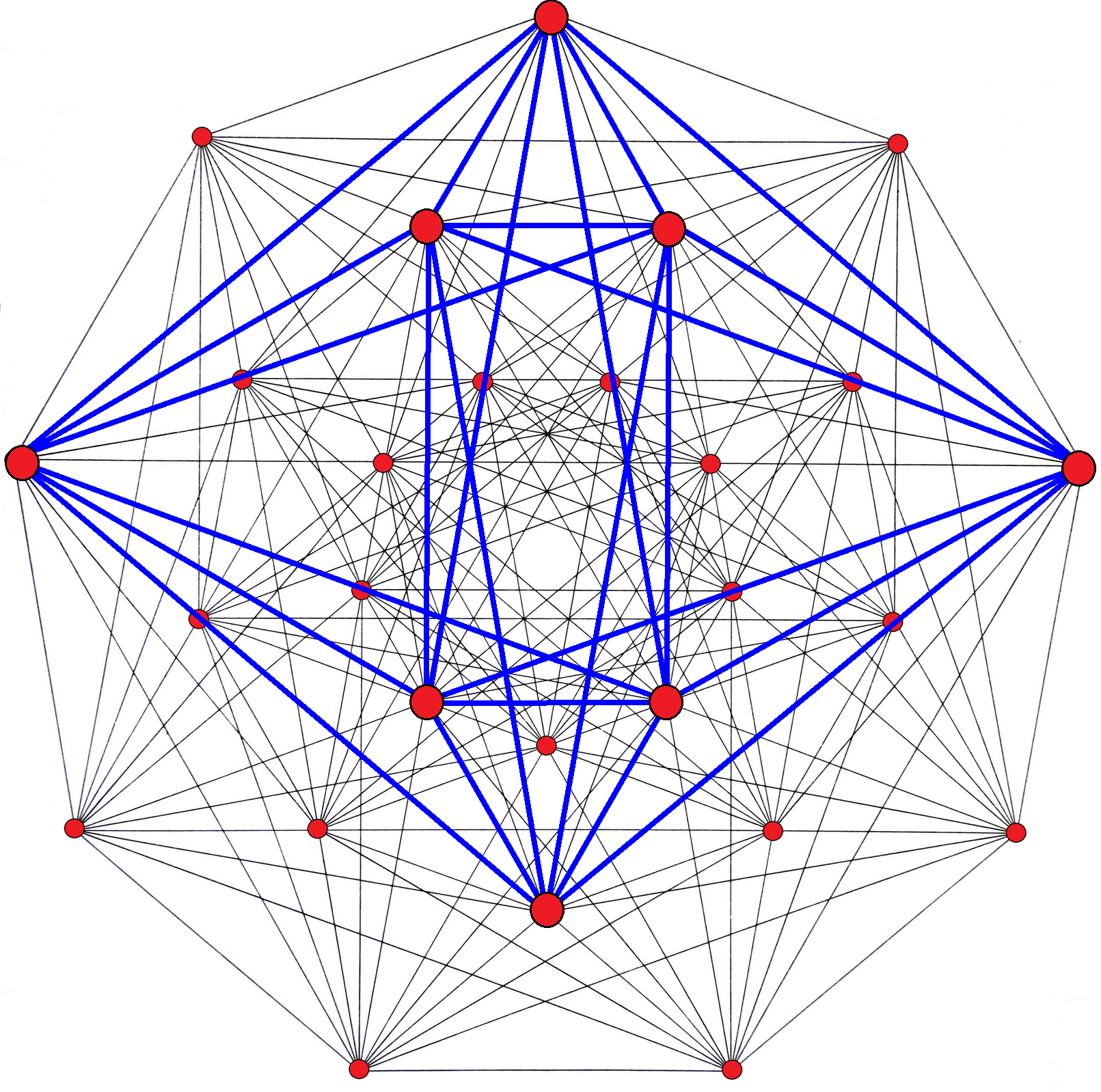
黑塞二十七面體，其中一個面以藍色表示

實數空間中沒有任何由27個面組成的正多面體，但在複數空間中有一種由27個全等的莫比烏斯－坎特八邊形組成的正多面體，為黑塞二十七面體，其對偶多面體為本身。然而其位於複數空間中，因此並未出現於古典幾何的五種正多面體當中。

## 常見的二十七面體
常見的二十七面體中有一些柱體與錐體以及部份的詹森多面體和卡塔蘭立體。

### 二十六角錐
二十六角錐是一種底面為二十六邊形的錐體，是二十七面體的一種，其具有27個面、52條邊和27個頂點，其對偶多面體是自己本身。正二十六角錐是一種底面為正二十六邊形的二十六角錐，在施萊夫利符號中可以用{}∨{26}來表示。底邊長為{\displaystyle s}、高為{\displaystyle h}的正二十六角錐體積{\displaystyle V}和表面積{\displaystyle S}為：
{\displaystyle V={\frac {13hs^{2}\cot {\frac {\pi }{26}}}{6}}\approx 17.8441hs^{2}}
{\displaystyle S={\frac {13s\left({\sqrt {4h^{2}+s^{2}\cot ^{2}{\frac {\pi }{26}}}}+s\cot {\frac {\pi }{26}}\right)}{2}}\approx 6.5s\left({\sqrt {4h^{2}+67.8247s^{2}}}+8.23574s\right)}

### 二十五角柱
二十五角柱是一種底面為二十五邊形的柱體，由27個面、75條邊和50個頂點組成。正二十五角柱代表每個面都是正多邊形的二十五角柱，其每個頂點都是2個正方形和1個二十五邊形的公共頂點，頂點圖以{\displaystyle 4{.}4{.}25}表示。其在施萊夫利符號中可以用{25}×{}或t{2,25}來表示，在考克斯特符號中可以用來表示，在威佐夫符號中可以利用2 25 | 2來表示，在康威多面體表示法中可以利用P25來表示。底邊長為{\displaystyle s}、高為{\displaystyle h}的正二十五角柱體積{\displaystyle V}和表面積{\displaystyle S}為：
{\displaystyle V={\frac {25hs^{2}\cot {\frac {\pi }{25}}}{4}}\approx 49.4738hs^{2}}
{\displaystyle S={\frac {25s\left(h+{\frac {s\cot {\frac {\pi }{25}}}{2}}\right)}{2}}\approx 25s\left(h+3.95791s\right)}

### 五角罩帳柱
五角罩帳柱是一種底面為五邊形的罩帳柱，由27個面、55條邊和30 個頂點組成。正五角罩帳柱是指每個面都是正多邊形的五角罩帳柱，其是一種詹森多面體。

### 五角台塔丸塔
五角台塔丸塔是一種由五角台塔與五角丸塔組合成的多面體，由27個面、50條邊和25個頂點組成。其根據組合方式的不同會有2種結果——同相五角台塔丸塔與異相五角台塔丸塔，這兩種立體都是詹森多面體。

### 擬詹森多面體
部分擬詹森多面體具有27個面。
|  |  |

部分的擬詹森多面體因共面退化為二十七面體，例如二側五角錐五角台塔丸塔。

#### 二側五角錐五角台塔丸塔
二側五角錐五角台塔丸塔是指五角台塔丸塔的兩個五邊形面被五角錐取代所形成的立體，又可以分成二側五角錐同相五角台塔丸塔和二側五角錐異相五角台塔丸塔。當側錐的五角錐為政五角錐時，這個立體將會出現8組三角形兩兩共面為菱形，進而退化為二十七面體。這樣的立體共由8個菱形（共面退化）、9個三角形、5個正方形和5個五邊形組成，共有27個面、52條邊和27個頂點。

### 詹森多面體
部分詹森多面體具有27個面。
| 正五角罩帳柱 J21 | 同相五角台塔丸塔 J32 | 異相五角台塔丸塔 J33 |
| ---------------- | -------------------- | -------------------- |
|                  |                      |                      |

### 二十七面體列表
| 名稱             | 種類         | 圖像 | 符號                | 頂點 | 邊 | 面 | χ   | 面的種類                                  | 對稱性                         | 展開圖 |
| ---------------- | ------------ | ---- | ------------------- | ---- | -- | -- | --- | ----------------------------------------- | ------------------------------ | ------ |
| 黑塞二十七面體   | 複正多面體   |      | 3{3}3{3}3 ·         | 27   | 72 | 27 | -18 | 莫比烏斯－坎特八邊形                      | L3 = 3[3]3[3]3, 648階          |        |
| 二十五角柱       | 稜柱體       |      | t{2,25} · {25}x{} · | 50   | 75 | 27 | 2   | 2個二十五邊形 25個矩形                    | D25h, [25,2], (*25 2 2), 100階 |        |
| 二十六角錐       | 稜錐體       |      | ( )∨{26}            | 27   | 52 | 27 | 2   | 1個二十六邊形 26個三角形                  | C26v, [26], (*26 26)           |        |
| 二十五角錐台     | 錐台         |      |                     | 50   | 75 | 27 | 2   | 2個二十五邊形 25個梯形                    | C25v, [25], (*25 25)           |        |
| 雙九角錐柱       | 雙角錐柱     |      |                     | 20   | 46 | 27 | 2   | 18個三角形 9個四邊形                      | D9h, [12,2], (*2 2 9), 36階    |        |
|                  | 擬詹森多面體 |      |                     | 18   | 43 | 27 | 2   | 23個三角形 3個四邊形 1個五邊形            |                                |        |
|                  | 擬詹森多面體 |      |                     | 17   | 42 | 27 | 2   | 24個三角形 3個四邊形                      |                                |        |
| 正五角罩帳柱     | 詹森多面體   |      |                     | 30   | 55 | 27 | 2   | 10個三角形 10個正方形 6個五邊形 1個十邊形 | C5v                            |        |
| 同相五角台塔丸塔 | 詹森多面體   |      |                     | 25   | 50 | 27 | 2   | 15個三角形 5個正方形 7個五邊形            | C5v                            |        |
| 異相五角台塔丸塔 | 詹森多面體   |      |                     | 25   | 50 | 27 | 2   | 15個三角形 5個正方形 7個五邊形            | C5v                            |        |
| {6,3}(0,6)       | 正則地區圖   |      |                     | 54   | 81 | 27 | 0   | 六邊形                                    |                                |        |